# 中視新聞台
中視新聞台 (CTV News Channel)は、中華民国のニュースチャンネルである。

## 概要
中国電視公司傘下で、2004年7月1日に放送開始。主にニュース・報道や情報番組を放送している。